# Stellifer magoi
Stellifer magoi är en fiskart som beskrevs av Aguilera, 1983. Stellifer magoi ingår i släktet Stellifer och familjen havsgösfiskar. Inga underarter finns listade i Catalogue of Life.